# Disney Digital 3D
Disney Digital 3-D es una marca de The Walt Disney Company para referirse a las películas en tres dimensiones (3-D) realizados y publicados por Walt Disney Pictures y que se muestran únicamente a partir de la proyección digital.

logotipo de Disney Digital 3D usado desde 2011 hasta la actualidad.

Disney Digital 3-D no es un formato o tecnóloga de producción. Las películas promocionadas bajo esta marca, pueden ser proyectadas utilizando cualquiera de las tecnologías 3D, incluyendo Cine RealD, Dolby 3D, XpanD 3D y MasterImage 3D.

## Historia
La primera película en utilizar esta marca para su promoción, fue Chicken Little. Que fue lanzada en los Estados Unidos de América el 4 de noviembre de 2005. Para este lanzamiento, Disney trabajo en conjunto con RealD para instalar la tecnología de proyección digital 3D en los cines Norteamericanos.
La película de animación por ordenador, Chicken Little, fue seguida por una reedición de The Nightmare Before Christmas el 20 de octubre de 2006. Esta, una película stop motion de 1993, se rodó originalmente en 2D en 35 mm de película con la versión en 3D generada por Industrial Light & Magic de esta fuente utilizando la tecnología informática.
La primera versión de Disney Digital 3-D de acción en vivo fue Hannah Montana & Miley Cyrus: Best of Both Worlds Concert, que siguió en 2008.

## Producciones de Disney Digital 3D

### Películas
| Nombre                                                    | Año Original | Año 3D | Notas                                                      |
| --------------------------------------------------------- | ------------ | ------ | ---------------------------------------------------------- |
| Chicken Little                                            | 2005         | 2005   | Primera película en Disney Digital 3D                      |
| The Nightmare Before Christmas                            | 1993         | 2006   | Relanzamiento                                              |
| Working for Peanuts                                       | 1953         | 2007   | Cortometraje animado, relanzamiento                        |
| Meet the Robinsons                                        | 2007         | 2007   | Película de animación 3D                                   |
| Hannah Montana & Miley Cyrus: Best of Both Worlds Concert | 2008         | 2008   | Película en imagen real                                    |
| Bolt                                                      | 2008         | 2008   | Película de animación 3D                                   |
| Jonas Brothers: The 3D Concert Experience                 | 2009         | 2009   | Película en imagen real                                    |
| Up                                                        | 2009         | 2009   | Primera película de Pixar presentada en Disney Digital 3D. |
| G-Force                                                   | 2009         | 2009   | Película en imagen real                                    |
| Toy Story                                                 | 1995         | 2009   | Relanzamiento                                              |
| Toy Story 2                                               | 1999         | 2009   | Relanzamiento                                              |
| A Christmas Carol                                         | 2009         | 2009   | Presentada en IMAX 3D                                      |
| Alicia en el país de las maravillas                       | 2010         | 2010   | Presentada en IMAX 3D                                      |
| Toy Story 3                                               | 2010         | 2010   | Presentada en IMAX 3D                                      |
| Step Up 3-D                                               | 2010         | 2010   | Película de Touchstone Pictures                            |
| Tangled                                                   | 2010         | 2010   | Película de animación 2D también en 3D                     |
| Tron Legacy                                               | 2010         | 2010   | Presentada en IMAX 3D                                      |
| Pirates of the Caribbean: On Stranger Tides               | 2011         | 2011   | Presentada en IMAX 3D                                      |
| Mars Needs Moms!                                          | 2011         | 2011   | Presentada en IMAX 3D                                      |
| Cars 2                                                    | 2011         | 2011   | Presentada en IMAX 3D                                      |
| El rey león                                               | 1994         | 2011   | Relanzamiento                                              |
| Wreck-It Ralph                                            | 2012         | 2012   |                                                            |
| Frankenweenie                                             | 2012         | 2012   |                                                            |
| John Carter                                               | 2012         | 2012   |                                                            |
| Brave                                                     | 2012         | 2012   | Presentada en IMAX 3D                                      |
| La bella y la bestia                                      | 1991         | 2012   | Relanzamiento                                              |
| Monsters, Inc.                                            | 2001         | 2012   | Relanzamiento                                              |
| Buscando a Nemo                                           | 2003         | 2012   | Relanzamiento                                              |
| Oz the Great and Powerful                                 | 2012         | 2012   |                                                            |
| La Sirenita                                               | 1989         | 2013   | Relanzamiento                                              |
| Monsters University                                       | 2013         | 2013   | Presentada en IMAX 3D                                      |
| Planes                                                    | 2013         | 2013   |                                                            |
| Frozen                                                    | 2013         | 2013   |                                                            |
| Maléfica                                                  | 2014         | 2014   |                                                            |
| Planes: Fire & Rescue                                     | 2014         | 2014   |                                                            |
| Big Hero 6                                                | 2014         | 2014   |                                                            |
| Inside Out                                                | 2015         | 2015   |                                                            |
| The Good Dinosaur                                         | 2015         | 2015   |                                                            |
| The Finest Hours                                          | 2015         | 2015   |                                                            |
| Zootopia                                                  | 2016         | 2016   |                                                            |
| El libro de la selva                                      | 2016         | 2016   |                                                            |
| Alicia a través del espejo                                | 2016         | 2016   |                                                            |
| Buscando a Dory                                           | 2016         | 2016   |                                                            |
| The BFG                                                   | 2016         | 2016   |                                                            |
| Pete's Dragon                                             | 2016         | 2016   |                                                            |
| Moana                                                     | 2016         | 2016   |                                                            |
| Beauty and the Beast                                      | 2017         | 2017   |                                                            |
| Cars 3                                                    | 2017         | 2017   |                                                            |
| Coco                                                      | 2017         | 2017   |                                                            |
| Vacas Vaqueras                                            | 2004         | 2018   | Relanzamiento                                              |
| Hercules                                                  | 1997         | 2018   | Relanzamiento                                              |
| El planeta del tesoro                                     | 2002         | 2018   | Relanzamiento                                              |
| Aladdín                                                   | 1992         | 2018   | Relanzamiento                                              |
| Pocahontas                                                | 1995         | 2018   | Relanzamiento                                              |
| La gran película de Piglet                                | 2003         | 2019   | Relanzamiento                                              |
| Peter Pan                                                 | 1953         | 2019   | Relanzamiento                                              |
| Tarzan                                                    | 1999         | 2019   | Relanzamiento                                              |
| Dumbo                                                     | 1941         | 2020   | Relanzamiento                                              |
| Fantasia                                                  | 1940         | 2020   | Relanzamiento                                              |
| Goofy, La Película                                        | 1995         | 2020   | Relanzamiento                                              |
| A Bug's Life                                              | 1998         | 2020   | Relanzamiento                                              |
| ¿Quién engañó a Roger Rabbit?                             | 1988         | 2021   | Relanzamiento                                              |
| Los Increíbles                                            | 2004         | 2021   | Relanzamiento                                              |
| Ratatouille                                               | 2007         | 2021   | Relanzamiento                                              |

### Cortometrajes
| Title                                       | Año  | Relacionado         |
| ------------------------------------------- | ---- | ------------------- |
| Cars Toons: Mater's Tall Tales: Tokyo Mater | 2008 | Bolt                |
| Partly Cloudy                               | 2009 | Up                  |
| Day & Night                                 | 2010 | Toy Story 3         |
| Toy Story Toons: Hawaiian Vacation          | 2011 | Cars 2              |
| La Luna                                     | 2012 | Brave               |
| Working for Peanuts                         | 2007 | Meet the Robinsons  |
| Paperman                                    | 2012 | Wreck-It Ralph      |
| The Blue Umbrella                           | 2013 | Monsters University |
| Get a Horse!                                | 2013 | Frozen              |
| Feast                                       | 2014 | Big Hero 6          |
| Lava                                        | 2015 | Inside Out          |
| Sanjay's Super Team                         | 2015 | The Good Dinosaur   |